# Aviara (Carlsbad)
Aviara es un lugar designado por el censo en el extremo sur de Carlsbad, localizado en el condado de San Diego. La comunidad se encuentra a aproximadamente 20 minutos de la ciudad de San Diego. Según en el censo de 2005, la comunidad tenía una población total de 5050. En 1989 la comunidad empezó a desarrollarse y luego incorporada cerca de Carlsbad.
La comunidad de Aviara es un enclave de las colinas del Sur de Carlsbad, con vista hacia el Océano Pacífico la Laguna Batiquitos. Aviara se encuentra justo al norte de Encinitas y al oeste de La Costa. La comunidad es principalmente residencial excepto por el Four Seasons Hotel and Aviara golf and country club. En la Revista Forbes apareció en la lista de "los Códigos Postales Más Caros" en los Estados Unidos. Siendo el código 92011 una de las zonas más caras de la nación. La comunidad se caracteriza por sus calles anchas y sus residenciales privadas. 

## Demografía
- Población: 5,050
- Área: 1.7 milla cuadrada (4.4 km²).
- Edad promedia: 42.8 años
- Ingresos familiares: $117,900[1]
- Total de viviendas: 2,025
- Viviendas unifamiliares: Precio promedio en 2006: $960,635
- Viviendas unifamiliares: Precio promedio en 2007: $1.39 millones
- Código postal: 92011

## Geografía
Aviara está localizada en las coordenadas 30°3'20" Norte, 117°17'49" Oeste (33.121990, -117.296811). Según la Oficina del Censo de los Estados Unidos, el distrito tiene un área total de 1.6 millas².